# Lucilia nigrifrons
Lucilia nigrifrons este o specie de muște din genul Lucilia, familia Calliphoridae, descrisă de Robineau-desvoidy în anul 1863.
Este endemică în Franța. Conform Catalogue of Life specia Lucilia nigrifrons nu are subspecii cunoscute.